# Engenharia eletrotécnica

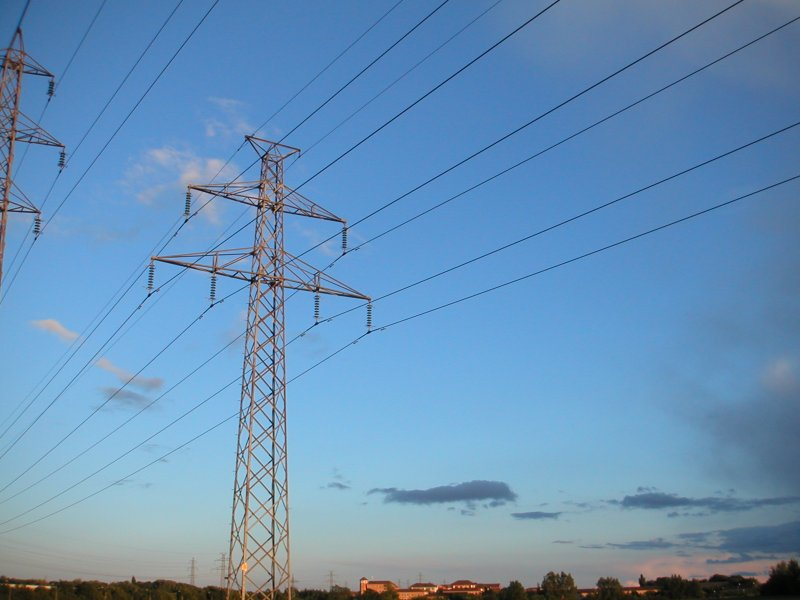
Linhas de
transmissão de energia eléctrica.

A engenharia electrotécnica (AO 1945: engenharia electrotécnica) é o ramo da engenharia eléctrica que estuda a produção, o processamento, o transporte, a distribuição e o armazenamento de energia eléctrica, bem como os aparelhos eléctricos ligados aqueles sistemas, incluindo geradores, motores eléctricos e transformadores. 
A electrotecnia (AO 1945: electrotecnia) constitui o conjunto das ciências e técnicas estudadas pela engenharia electrotécnica. A electrotecnia preocupa-se sobretudo com as correntes trifásicas, que constituem o sistema padrão de transmissão e de distribuição de energia na maior parte do mundo moderno. Uma importante fracção da electrotecnia também se preocupa com a conversão entre as correntes alternadas e as correntes contínuas, bem como o desenvolvimento de sistemas especializados de potência tais como os que são usados em aeronaves e em redes ferroviárias.
Em Portugal, o termo "engenharia electrotécnica" é usado num sentido mais amplo, abrangendo outros temas como controlo de sistemas e robótica industrial (automação). Por outro lado, ocasionalmente, a engenharia electrotécnica também é referida como "engenharia de sistemas de potência", ainda que em outros casos este termo se refira a apenas um dos ramos daquela.

## Eletrotecnia

### História da eletrotecnia

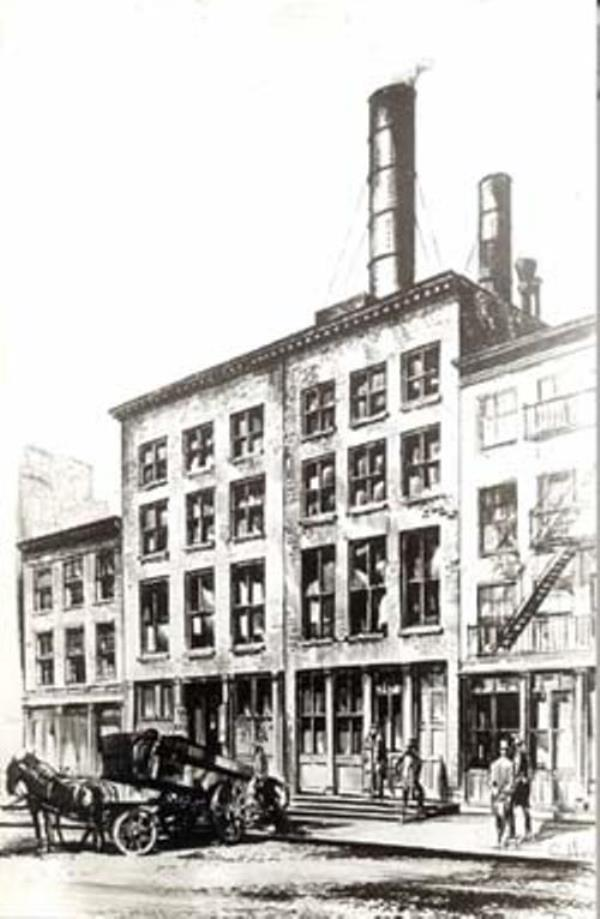
Central elétrica da Rua Pearl de Nova Iorque, EUA em 1882.

A eletricidade tornou-se num assunto de interesse científico, no final do século XVII, através do trabalho do cientista inglês William Gilbert. Durante os dois séculos seguintes, foram realizadas uma série de importantes descobertas científicas, incluindo a lâmpada incandescente e a pilha voltaica.
Provavelmente, a maior descoberta no que diz respeito à eletrotecnia, ocorre, quando o físico britânico Michael Faraday descobriu que uma mudança num fluxo magnético induz uma f.e.m. (força eletromotriz) numa bobina de arame, um princípio conhecido como indução eletromagnética que explica o funcionamento dos geradores e transformadores.
Em 1881, dois eletricistas construíam a primeira central de produção de energia elétrica do mundo em Godalming, no Reino Unido. A central utilizava duas rodas de água para produzir uma corrente alterna que era usada para abastecer sete lâmpadas de arco voltaico Siemens de 250 V e 34 lâmpadas incandescentes de 40 V. Contudo, o abastecimento de eletricidade era intermitente e, em 1882, o cientista norte-americano Thomas Alva Edison e a sua empresa (a The Edison Electric Light Company) desenvolveram a primeira central de produção elétrica a vapor, na Rua Pearl na cidade de Nova Iorque, Estados Unidos. A central da rua Pearl era constituída por vários geradores e, inicialmente, abastecia cerca de 3000 lâmpadas para 59 clientes. A central usava corrente contínua e operava com uma única tensão elétrica. Uma vez que a corrente contínua não podia ser facilmente transformada nas altas voltagens necessárias para minimizar a perda de carga durante a transmissão, a distância máxima possível entre os geradores e os pontos de consumo era de cerca de 800 metros.
Também em 1882, Lucien Gaulard e John Dixon Gibbs demonstraram na cidade de Londres o primeiro transformador talhado para uso num verdadeiro sistema de potência. O valor prático do transformador de Gaulard e de Gibbs foi demonstrado em Turim, na Itália, em 1884, quando foi usado para iluminar cerca de 40 km de ferrovia, a partir de um único gerador de corrente alternada. Apesar do sucesso do sistema, Gaulard e gibbs fizeram alguns erros fundamentais, dos quais, talvez o mais grave foi a ligação dos primários dos transformadores em série, o que fazia com que o ligar ou o desligar de uma lâmpada afetasse o resto da linha de lâmpadas. Depois desta demonstração, o empresário norte-americano George Westinghouse importou vários daqueles transformadores juntamente com um gerador Siemens, e colocou os seus engenheiros a fazerem experiências com eles, na esperança de os aperfeiçoarem para uso num sistema de potência comercial.
Um dos engenheiros de Westinghouse, William Stanley, deu conta do problema que era a ligação dos transformadores em série em contraste com a ligação em paralelo e também se apercebeu que tornar o núcleo de ferro de um transformador numa bobina completamente fechada iria aumentar a regularidade da tensão do enrolamento secundário. Usando este conhecimento, Stanley construiu um sistema de potência de corrente alterna muito mais aperfeiçoado em Great Barrington, Massachusetts em 1886. Assim, em 1887 e 1888, o engenheiro norte-americano Nikola Tesla, também da Westninghouse, registou uma série de patentes relacionadas com sistemas de potência, incluindo um motor de indução trifásico. Apesar de não poder ser necessariamente atribuída a Tesla a construção do primeiro motor de indução, o seu projeto ao contrário de outros era praticável para uso industrial.

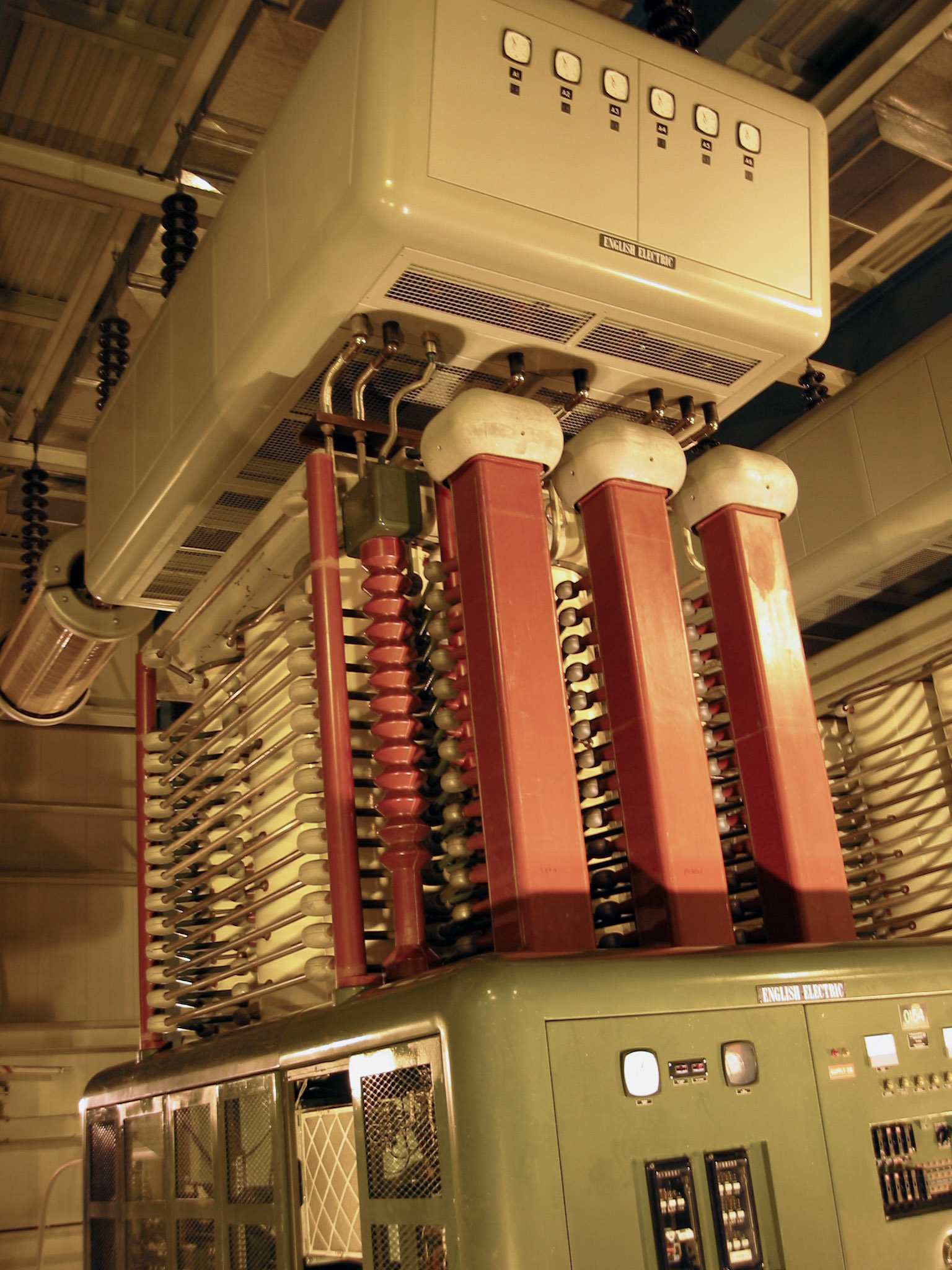
Válvula de arco de mercúrio para conversão de eletricidade de corrente alterna para CCAT, instalada em Gillam, Canadá em 1971.

Por volta de 1890, a indústria da produção de energia tinha florescido e diversas empresas de eletricidade tinham já montado milhares de sistemas de potência, tanto de corrente alternada como de contínua, nos Estados Unidos e na Europa. Estas redes elétricas dedicavam-se essencialmente ao fornecimento de iluminação elétrica. Durante esta altura, deu-se a Guerra das Correntes, resultante da rivalidade entre Edison e Tesla sobre qual a forma de transmissão de energia (em corrente contínua ou alternada) era superior. Em 1891, Westinghouse instalou o primeiro grande sistema de potência especialmente projetado para acionar um motor elétrico e não apenas a fornecer iluminação. A instalação alimentava um motor síncrono de 100 hp (75 kW), instalado em Telluride, Colorado, sendo o arranque do motor síncrono realizado por um motor de indução Tesla. 
Na Europa, o engenheiro alemão Oskar von Miller construiu uma linha de transmissão trifásica com tensão de 20 kV  e 176 km de comprimento, entre Lauffen am Neckar e Frankfurt am Main, para a Exposição de Engenharia Eletrotécnica de Frankfurt de 1891. Em 1895, depois de um prolongado processo de decisão, Central de Produção de Energia Elétrica Adams nas Cataratas do Niágara começou a transmitir uma corrente trifásica de 11 kV para a cidade de Buffalo. Depois de completado o projeto das Cataratas do Niágara, os novos sistemas de potência foram sendo, cada vez mais, instalados usando a transmissão de energia em corrente alterna em detrimento da corrente contínua.
Apesar das décadas de 1880 e de década de 1890 terem sido as épocas de pioneirismo no campo da eletrotécnica, os desenvolvimentos nesta área continuaram através dos séculos XX e XXI. Em 1936, foi construída a primeira linha comercial de corrente contínua em alta tensão (CCAT), usando uma válvula de arco de mercúrio, entre Schenectady e Mechanicville no estado de Nova Iorque. A CCAT tinha já sido obtida através da instalação em série de geradores de corrente contínua (Sistema Thury), mas sofria de problemas de fiabilidade. Em 1957, a Siemens apresentou o primeiro retificador de estado sólido, que são agora o padrão para sistemas de CCAT. Contudo, só na década de 1970 é que esta tecnologia foi usada em sistemas de potência comerciais. 
Em 1959, a Westinghouse apresentou o primeiro disjuntor que usava o hexafluoreto de enxofre como meio de interrupção. O hexafluoreto de enxofre é muito mais dielétrico que o ar e, nos tempos mais recentes, o seu uso tem-se estendido para produzir sistemas de conexão e transformadores mais compactos. Muitos desenvolvimentos importantes também tiveram origem nas novas tecnologias da informação e das telecomunicações, passando a ser aplicadas no campo da eletrotecnia. Por exemplo, o desenvolvimento dos computadores permitiu que os fluxos de carga pudessem ser geridos de uma forma mais eficiente, permitindo um planeamento muito melhor dos sistemas de potência. Os avanços nas tecnologias da informação e telecomunicações também permitiu um controlo remoto muito mais aperfeiçoado dos geradores e dispositivos de conexão dos sistemas de potência.

### Noções básicas de potência elétrica
A potência elétrica é uma grandeza física que resulta do produto matemático de duas quantidades: a intensidade da corrente elétrica pela tensão elétrica. Estas duas quantidades podem variar ao longo do tempo (corrente alternada) ou manter-se constantes (corrente contínua). A intensidade da corrente é expressa em amperes, a tensão em volts e a potência em watts.
A maioria dos aparelhos de refrigeração, ares condicionados, bombas hidráulicas e máquinas industriais utilizam correntes alternas (CA), enquanto que a maioria dos computadores e equipamentos digitais utilizam correntes contínuas (CC), sendo que muitos dispõem de um retificador para converter CA em CC. As CA têm a vantagem das suas tensões poderem ser facilmente transformadas e de poderem ser geradas e utilizadas por aparelhagem sem escovas. A corrente contínua mantém-se como sendo a única forma prática de corrente a ser aplicada nos equipamentos digitais e pode ser transmitida de forma mais económica, através de longas distâncias, a tensões muito altas.
A possibilidade de facilmente se transformar a tensão da CA é importante por duas razões. Em primeiro lugar, a eletricidade pode ser transmitida através de longas distâncias com perdas menores a alta tensão. Assim, nas redes elétricas onde o local de produção é distante dos locais de consumo, é desejável aumentar a tensão no local de produção, baixando-a depois junto aos locais de consumo. Em segundo lugar, frequentemente é mais económico instalar turbinas que produzem energia a uma tensão superior à que é utilizada na maioria das aplicações, sendo as incompatibilidades entre tensões ultrapassadas pela possibilidade da tensão da CA ser facilmente transformável. 
Os aparelhos eletrónicos de estado sólido que resultam da revolução dos semicondutores, tornam possível converter a CC de uma tensão para outra, construir motores de CC sem escovas e fontes de alimentação chaveadas. No entanto, os aparelhos que utilizam a tecnologia do estado sólido são frequentemente mais dispendiosos que os seus correspondentes tradicionais, o que faz com que a CA continue em uso generalizado.

### Engenharia eletrotécnica
.

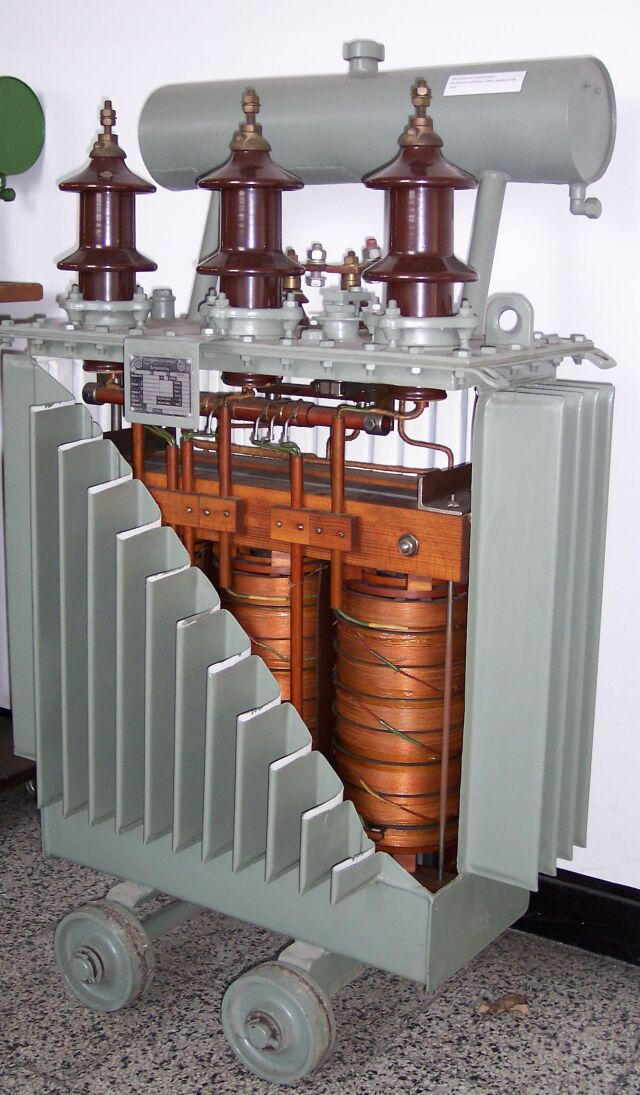
Vista em corte de um transformador trifásico, refrigerado a óleo

A engenharia eletrotécnica lida com a produção, a transmissão e a distribuição da energia elétrica. A engenharia eletrotécnica também lida com o projeto de uma ampla gama de equipamentos relacionados com aquelas, onde se incluem os geradores, os transformadores, os motores elétricos e componentes de eletrónica de potência.
A rede elétrica constitui o sistema que liga uma variedade de geradores elétricos aos consumidores da eletricidade. Os consumidores compram eletricidade à rede, evitando os elevados custos decorrentes de a terem que produzir eles próprios. Os engenheiros eletrotécnicos podem trabalhar no projeto e manutenção da rede elétrica, bem como no projeto e manutenção dos sistemas de potência a ela ligados. Os sistemas de potência ligados à rede destinam-se a fornecer energia à rede, a retirar-lhe energia ou ambas.
Os engenheiros eletrotécnicos podem também trabalhar em sistemas não ligados à rede. Os sistemas fora da rede podem ser preferíveis aos sistemas ligados à rede por várias razões. Por exemplo, em locais remotos, pode ser mais econômico um utilizador gerar a sua própria energia do que construir uma ligação à rede. Por outro lado, na maioria das aplicações móveis, uma ligação à rede não é, simplesmente, prática.
Hoje em dia, a maioria das redes elétricas adotam a corrente alternada em sistema trifásico. Esta escolha pode ser parcialmente atribuída à facilidade com que este tipo de energia pode ser produzida, transformada e utilizada. Frequentemente a corrente alternada trifásica é distribuída de forma monofásica, utilizando-se condutores com uma das três fases e um condutor neutro para chegar aos consumidores de baixa tensão, pois a  maior parte do consumo é em sistema monofásico. Contudo, a maioria das indústrias e das grandes instalações preferem receber diretamente eletricidade trifásica, uma vez que esta é utilizada pelos motores elétricos de alto rendimento, como é o caso dos motores de indução trifásicos.
Os transformadores desempenham um importante papel na transmissão de energia elétrica, uma vez que permitem que a energia possa ser transformada entre altas e baixas tensões. Isto é importante porque as altas tensões originam menores perdas durante a transmissão da energia. Isto acontece porque tensões maiores permitem que uma corrente com menor intensidade entregue a mesma quantidade de potência, uma vez que a potência elétrica é o resultado da multiplicação da tensão pela corrente. Assim, mantendo-se a mesma potência, à medida que a tensão aumenta, a intensidade da corrente diminui. É a circulação da corrente ao longo dos componentes que origina tanto as perdas como o aquecimento subsequente. Estas perdas, ocorrendo sob a forma de calor são matematicamente iguais à corrente elevada ao quadrado vezes a resistência elétrica do componente através do qual a corrente circula. Assim, à medida que é aumentada a tensão, as perdas diminuem acentuadamente.
Por estas razões, ao longo das redes elétricas são instaladas subestações, onde a eletricidade é transformada para alta tensão antes de ser transmitida e para baixa tensão depois de ser transmitida e antes de ser entregue ao consumidor.

## Sistemas de potência
Os sistemas de potência constituem uma rede de componentes interligados que convertem diferentes formas de energia em energia elétrica. Os modernos sistemas de potência englobam três subsistemas principais: o de produção, o de transmissão e o de distribuição. No subsistema de produção, a central de produção de energia ou central eletroprodutora produz eletricidade. O susbsistema de transmissão transmite a eletricidade aos centros de carga. O subsistema de distribuição continua a transmitir a eletricidade até aos consumidores.

### Produção de energia

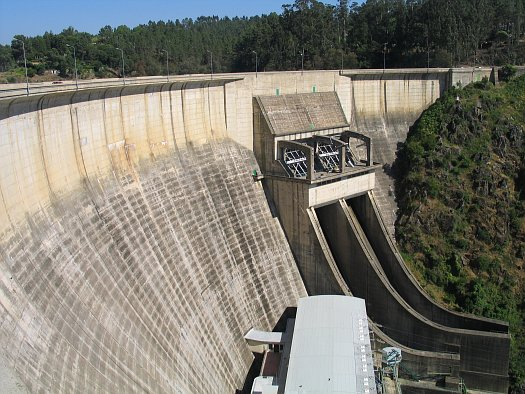
Central hidroelétrica de Castelo de Bode, Portugal.

A produção ou geração de energia elétrica é o processo através do qual a energia é transformada em eletricidade. Existem diversos processos de realizar essa transformação, entre os quais estão os químicos, os fotovoltaicos e os eletromecânicos. A transformação eletromecânica de energia é usada para converter a energia existente no vento, carvão, petróleo, gás natural ou urânio em energia elétrica. Todos estes excepto o processo de transformação da energia do vento, se aproveitam de um gerador síncrono de corrente alterna, acoplado a uma turbina a vapor, gás ou água, de modo que a turbina converte o fluxo de vapor, gás ou água em energia cinética rotacional, sendo então a energia rotacional da turbina convertida em energia elétrica pelo gerador síncrono. O processo de conversão através da turbina-gerador é o mais económicos de todos e, consequentemente, é o que está mais generalizado atualmente.
Nos tempos atuais, a máquina síncrona CA constitui a tecnologia de produção de energia de uso mais comum. É designada "síncrona" porque o campo magnético, produzido pelos três enrolamentos do estator, roda à mesma velocidade que o campo magnético produzido pelos enrolamentos do rotor. Um modelo simplificado de circuito é usado para a analisar as condições de operação em estado estacionário de uma máquina síncrona. Um fasor é uma ferramenta eficiente para se visualizar a relação entre a tensão interna, a corrente na armadura e a tensão terminal. Para a regulação da tensão terminal das máquinas síncronas é usado um sistema de controlo de excitação e para se regular a velocidade da máquina é usado um sistema de governo da turbina.
Os custos operacionais de produzir energia elétrica são determinados pelo custo do combustível e pela eficiência da central de produção de energia. A eficiência depende do nível de produção e pode ser obtida pela curva de taxa de calor. A partir da curva da taxa de calor também se pode obter a curva de custo incremental. O despacho é o processo de distribuir a carga correspondente à procura pelos diversos centros de produção, de modo a minimizar os custos da operação.

### Transmissão de energia

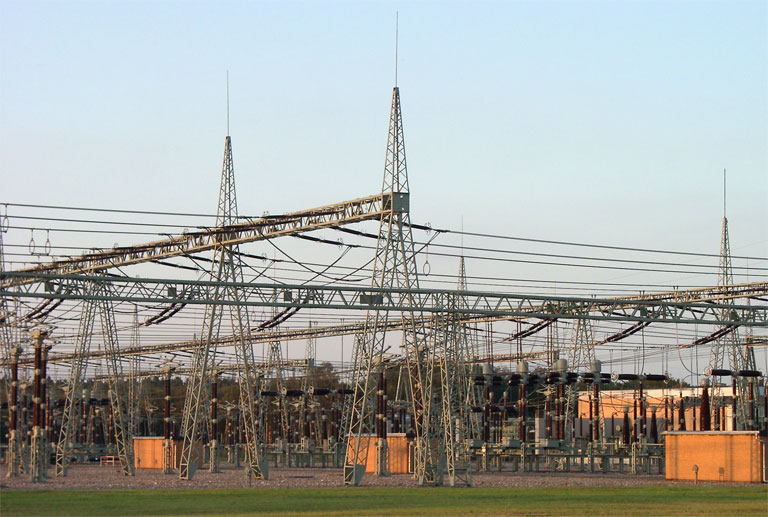
Subestação em Norderstedt, Alemanha.

A energia elétrica é transportada, desde as centrais de produção de energia até às subestações, através do subsistema de transmissão ou transporte de energia. Pode-se assim pensar no sistema de transmissão como o fornecedor dos meios de transporte da energia elétrica.  O sistema de transmissão pode subdividir-se nos subsistemas de transmissão a granel e de subtransmissão. O primeiro destina-se a interligar os geradores e as várias áreas da rede, transferindo a energia elétrica dos geradores até aos maiores centros de carga. Esta parte do sistema é referida como "a granel" porque entrega a energia apenas aos centros de cargas a granel, tais como o sistema de distribuição de energia de uma cidade ou uma grande unidade industrial. A função do sistema de subtransmissão é interligar o sistema de eletricidade a granel ao sistema de distribuição.
As linhas de transmissão podem ser construídas tanto debaixo do solo como por cima. Os cabos subterrâneos são mais caros e por isso usados apenas onde é tecnicamente difícil a instalação de cabos aéreos. Assim, são instalados predominantemente no interior das áreas urbanas, mas sob rios, lagos ou baías. Por serem menos dispendiosos, os cabos aéreos são instalados em todos os outros locais.
O sistema de transmissão é altamente integrado. Inclui, essencialmente, as subestações e as linhas de transmissão. As subestações contêm os transformadores, os relés e os disjuntores. Os transformadores são importantes aparelhos estáticos que transferem a energia elétrica de um circuito para outro, dentro do sistema de transmissão. São usados para o aumento da tensão da energia a ser colocada nas linhas de transmissão, para reduzir a perda de carga que ocorre ao longo daquelas linhas. Inversamente, os transformadores também são usados para diminuir a tensão da energia recebida das linhas de transmissão, antes de ser colocada no sistema de distribuição. Os relés funcionam como detetores de nível, ligando ou interrompendo a corrente quando a tensão ou a intensidade de entrada ultrapassa um determinado valor ajustado. Um disjuntor é um interruptor elétrico automático, destinado a proteger um circuito elétrico de danos causados por sobrecargas ou por curto-circuitos. 
A mudança de estado de cada um dos componentes pode afetar significativamente a operação do sistema inteiro. Existem três possíveis causas para a falha de transmissão energia numa linha, que são o sobreaquecimento, a irregularidade da tensão e a irregularidade na rotação de um rotor. O sobreaquecimento é causado pelo excesso de corrente num dado circuito provocando o aquecimento deste em demasia. A irregularidade da tensão ocorre quando a potência necessária para manter as tensões aos níveis aceitáveis excede a potência disponível. A irregularidade da rotação de um rotor constitui um problema dinâmico que pode ocorrer em virtude de defeitos como um curto-circuito no sistema de transmissão. Também pode ocorrer décimos de segundos depois de um defeito devido a um fraco amortecimento da resposta oscilatória da rotação do rotor.

### Distribuição de energia
O subsistema de distribuição destina-se a transportar a energia desde o subsistema de transmissão até ao consumidor final. Tipicamente, os sistemas de distribuição são radiais, uma vez que os sistemas em rede são mais dispendiosos. Os equipamentos associados aos sistemas de distribuição inclui os transformadores ligados ao sistema de transmissão, as linhas de distribuição interligando os transformadores e os consumidores e os equipamentos de proteção e controlo entre os transformadores e os consumidores. Nos equipamentos de proteção incluem-se os para-raios, os disjuntores, os seccionadores e os fusíveis. No equipamento de controlo incluem-se os reguladores de tensão, os capacitores, os relés e os equipamentos de gestão de procura.

## Engenheiros eletrotécnicos

### Brasil
No Brasil, a eletrotécnica é uma divisão da engenharia elétrica e pode ainda ser dividida em três especializações principais:
1. Sistemas de energia: em energia é estudada toda a forma de geração de energia elétrica, conversão e utilização, englobando as energias renováveis, tradicionais, mercados de energia, entre outros estudos;
2. Sistemas de potência: em sistemas de potência é estudada a energia elétrica desde as diversas formas de geração, transformação, transmissão, distribuição, proteção e seus estudos pertinentes. Nesta área os estudos concentram-se nas muito altas, altas e médias tensões. Utilizam-se componentes semicondutores de potência para a conversão entre sistemas CC-CC, CC-CA, CA-CA e CA-CC, como é o caso das ligações entre redes de transmissão CA e CC. O uso de semicondutores com essa finalidade é feito na eletrônica de potência (ou Eletrônica industrial, seu outro nome);
3. Sistemas elétricos industriais: em sistemas elétricos industriais aborda-se a aplicação final da energia elétrica, tanto na parte residencial, comercial, como também a industrial, principalmente esta última, com estudos de instalações elétricas, motores e diversas outras aplicações e estudos principalmente em baixa tensão. As tecnologias de "comandos elétricos" e "automação industrial" são aplicações típicas desta divisão.

### Portugal
Em Portugal, os engenheiros de eletricidade são genericamente designados de "engenheiros eletrotécnicos". Estes tratam de assuntos relacionados como eletrónica/automação/controlo/energia (incluindo a sua distribuição) e sistemas de potência. São atividades designadas na gíria de "correntes fortes".
Existem outras áreas de engenharia como a engenharia eletrónica e de telecomunicações (engenharia eletrónica) que tratam da área de eletrónica digital (microprocessadores, semicondutores, computadores, etc.), comunicações móveis, antenas, etc. São atividades designadas na gíria de "correntes fracas".
Ao contrário do que por vezes se pensa, a engenharia eletrotécnica não está relacionada com a engenharia informática por exemplo, apesar de poder usufruir de instrumentos eletrónicos ou sistemas informáticos qua auxiliam a sua atividade normal.
A engenharia eletrotécnica e a eletrónica partilham conceitos elétricos base tais como potência, corrente, resistência, mas que são aplicados em contextos de atividades diferentes, tal como da mesma forma várias atividades de engenharia diferentes partilham em comum as mesmas bases matemáticas (engenharia civil, mecânica, eletrotécnica, eletrônica, informática, etc.).